# 直向插槽
直向插槽，指槍械的彈匣以垂直方向與槍械本體作結合。現在大部分的槍械都算是直向插槽供彈，彈匣都是由下往上插入供彈。但是也有例外，像是二次世界大戰時捷克的ZB26式輕機槍、芬蘭的拉赫蒂L-39反坦克步槍、法國的FM-24/29、英國的布倫輕機槍、路易士機槍、博斯反坦克步槍與日本的九二式防衛機槍、九六式輕機槍、九九式輕機槍、九七式反坦克步槍以及蘇聯的DP輕機槍，彈匣或彈盤全都是由上往下插入供彈。